# Спринт (велоспорт)

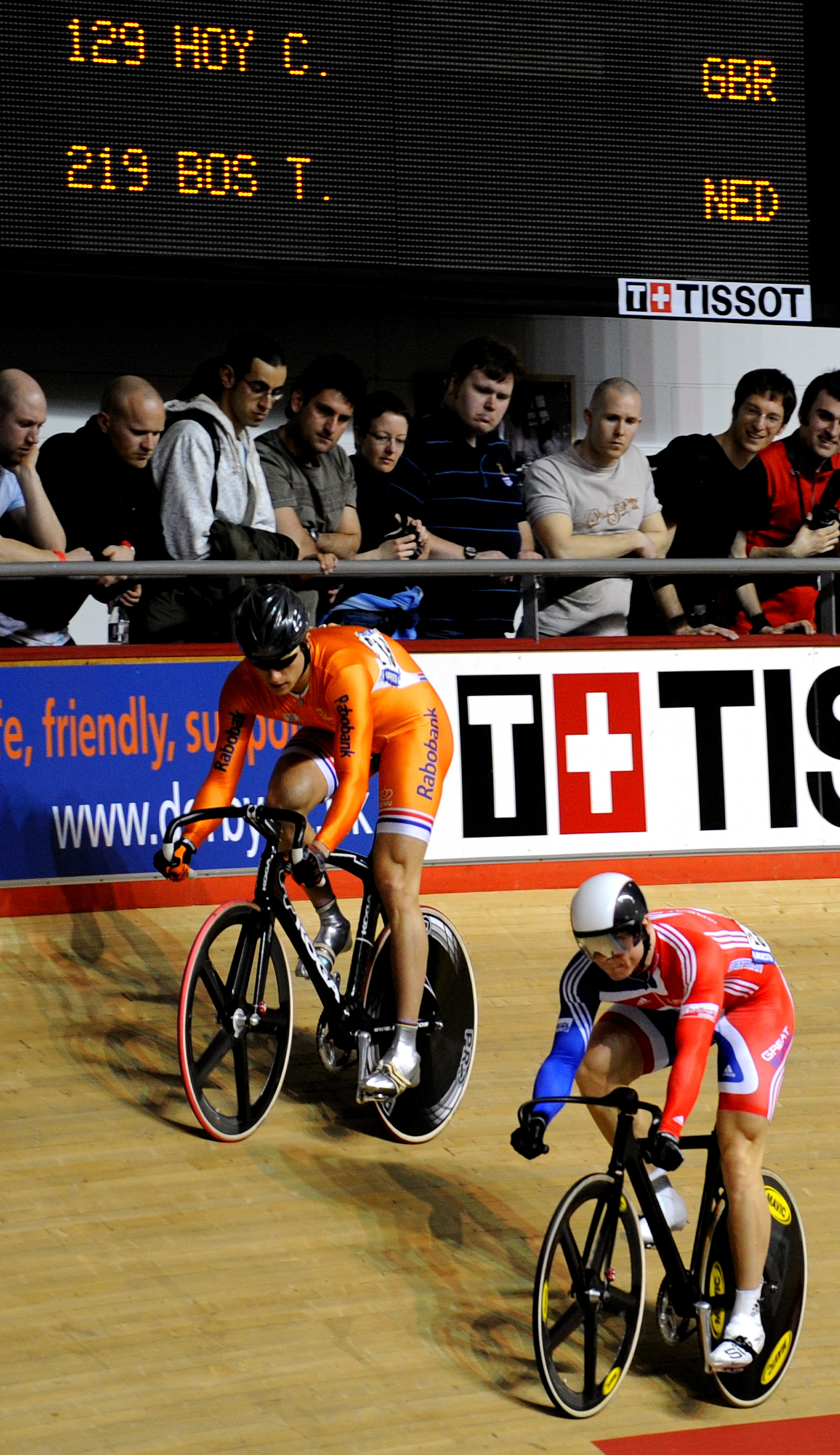
Кріс Гой і Тео Бос на Чемпіонаті світу в Манчестері.

Спринт — дисципліна у велоспорті, в якій на велотреку змагаються від двох до чотирьох гонщиків у заїздах на два чи три кола. На треках довжиною менше 333,333 м заїзди проводяться на 3 кола, а на треках 333,333 м та більше — на 2 кола.

## Історія
Спринт — найдавніша із дисциплін велоспорту. З першого Чемпіонату світу в Чикаго 1983 року спринт є в програмі кожного чемпіонату світу. З 1985 по 1993 рік проводилися окремі змагання для професіоналів та аматорів, поки не запровадили «відкриті» змагання. Жінки почали виступати у спринті на чемпіонатах світу у 1958 році.
На Олімпійських іграх спринт був у числі перших дисциплін, серед яких проходили змагання на перших новітніх іграх 1896 року. Першим олімпійським чемпіоном у спринті став француз Поль Массон. Жінки вперше розіграли комплект нагород у спринті на Іграх 1988 року в Сеулі. Тоді перемогу здобула радянська велогонщиця Еріка Салумяе.

## Правила
Після кваліфікації кожна пара велогощиків змагається у трьох заїздах. Місце на старті визначається жеребкуванням: в першому заїзді переможець стартує біля вимірювальної лінії треку, в другому — спортсмени міняються місцями, на третій заїзд проводиться нове жеребкування.
Велогонщик, який стартує на першій позиції, якщо його не випередить інший гонщик, повинен лідирувати до лінії переслідування на протилежній прямій. Під час гонки дозволяється не більше двох сюрплясів в заїзді, крім того максимальний час одного сюрплясу не повинен перевищувати 30 сек. У разі перевищення часу стартер наказує гонщику, що лідирує, продовжити рух. У разі невиконання цього правила переможцем оголошується другий гонщик і гонка зупиняється. Якщо у заїзді беруть участь три чи чотири спортсмени, то гонка негайно повторюється з двома або трьома гонщиками без знятого. Велогонщики можуть використовувати всю ширину треку лише до останніх 200 метрів або до початку фінального спринту. Після фінального спринту кожен гонщик повинен зберігати прямолінійний рух до фінішу.